# Hearts and Knives
Hearts and Knives es el cuarto álbum del grupo británico Visage.

## Lista de canciones
| N.º | Título                           | Escrita                                           | Duración |  |
| 1.  | «Never Enough»                   | Bryan, Mowatt, Simon, Havlicek, Strange           | 4:02     |  |
| 2.  | «Shameless Fashion»              | Woods, Bryan, Summers, Mowatt, Simon, Strange     | 4:24     |  |
| 3.  | «She's Electric (Coming Around)» | Bryan, Legg, Petersen, MacNeil, Strange           | 3:45     |  |
| 4.  | «Hidden Sign»                    | Bryan, Scott, Mowatt, Havlicek, Barnacle, Strange | 5:30     |  |
| 5.  | «On We Go»                       | Hatfield, Bryan, Graham, Simon, Strange           | 4:23     |  |
| 6.  | «Dreamer I Know»                 | Carstens, Bryan, Glover, MacNeil, Strange         | 3:41     |  |
| 7.  | «Lost In Static»                 | Kennerney, Benns, Bryan, di Carlo, Simon, Strange | 5:07     |  |
| 8.  | «I Am Watching»                  | Bryan, Graham, Simon, Havlicek, Strange           | 4:09     |  |
| 9.  | «Diaries Of A Madman»            | Formula, Tregenza, Strange                        | 2:55     |  |
| 10. | «Breathe Life»                   | Barnacle, Strange                                 | 3:01     |  |

## Músicos
- Steve Strange (voz).
- Robin Simon (guitarra eléctrica).
- Steve Bernacle (bajo eléctrico).
- Lauren Duvall (voz y coro).

Otros músicos:
- Mick MacNeil (sintetizador).
- Dave Formula (sintetizador).
- Logan Sky (sintetizador).
- Rich Mowatt (sintetizador).
- John Bryan (coro).
- Sare Havlicek (coro y batería).
- Will Blanchard (batería).
- Nigel Summers (guitarra adicional) (Shameless Fashion).